# Håkan Abenius
Håkan Wilhelm Abenius, född 5 juli 1902 i Västerfärnebo, Västmanlands län, död 7 februari 1981 i Uppsala, var en svensk industriman och bergsingenjör. Han var son till Wilhelm Abenius och bror till Margit Abenius.

## Biografi
Abenius började sin karriär som gruvingenjör vid Boliden AB:s gruvor 1935-38. Han anställdes därpå som chef för Falu kopparverk 1939 och blev VD för Stora kopparbergs bergslags AB 1948–1966. Hans period inom företaget blev en mycket expansiv tid, bland annat genomfördes en omfattande utbyggnad av Domnarvets järnverk. 

### Förtroendeuppdrag
Abenius var ledamot av Statens industrikommission 1943-45 och blev 1944 krigsindustriombud för Kopparbergs län. Han var även ordförande i Sveriges industriförbund 1957–1959 och i Jernkontoret 1962–1970. Abenius invaldes 1961 som ledamot av Ingenjörsvetenskapsakademien.
Abenius är begravd på Uppsala gamla kyrkogård.